# Le Mesnillard
 Le Mesnillard  es una población y comuna francesa, situada en la región de Baja Normandía, departamento de Mancha, en el distrito de Avranches y cantón de Saint-Hilaire-du-Harcouët.

## Demografía
| 446 | 420 | 359 | 344 | 301 | 271 |
| Para los censos de 1962 a 1999 la población legal corresponde a la población sin duplicidades (Fuente: INSEE [Consultar]) |     |     |     |     |     |